# Renault R.S.20
Chronologie des modèles (2020)
Renault R.S.19 Alpine A521
La Renault R.S.20 est la monoplace de Formule 1 engagée par l'écurie française Renault F1 Team dans le championnat du monde de Formule 1 2020. Elle est pilotée par l'Australien Daniel Ricciardo, qui effectue sa deuxième saison chez Renault, et le Français Esteban Ocon, qui remplace l'Allemand Nico Hülkenberg.

## Création de la monoplace
La Renault R.S.20 est une création de Nick Chester sous la supervision du Britannique Bob Bell. Elle est présentée le 12 février 2020 à Paris sous forme de rendus 3D, dans une livrée noire temporaire, la livrée définitive devant être présentée lors du Grand Prix inaugural, en Australie.

## Moteur
| Caractéristiques | Valeur                 |
| ---------------- | ---------------------- |
| Nom              | Renault E-Tech 20      |
| Type             | V6 à 90°               |
| Soupapes         | 24                     |
| Cylindrée        | 1600 cm³               |
| Alimentation     | Injection électronique |
| Puissance        | 875 ch                 |

## Résultats en championnat du monde de Formule 1
| Saison | Écurie                   | Moteur                     | Pneus   | Pilotes          | Courses | Courses | Courses | Courses | Courses | Courses | Courses | Courses | Courses | Courses | Courses | Courses | Courses | Courses | Courses | Courses | Courses | Points inscrits | Classement |
| Saison | Écurie                   | Moteur                     | Pneus   | Pilotes          | 1       | 2       | 3       | 4       | 5       | 6       | 7       | 8       | 9       | 10      | 11      | 12      | 13      | 14      | 15      | 16      | 17      | Points inscrits | Classement |
| ------ | ------------------------ | -------------------------- | ------- | ---------------- | ------- | ------- | ------- | ------- | ------- | ------- | ------- | ------- | ------- | ------- | ------- | ------- | ------- | ------- | ------- | ------- | ------- | --------------- | ---------- |
| 2020   | Renault DP World F1 Team | Renault V6 turbo E Tech 20 | Pirelli |                  | AUT     | STY     | HON     | GBR     | 70e     | ESP     | BEL     | ITA     | TOS     | RUS     | EIF     | POR     | E-R     | TUR     | BAH     | SAK     | ABU     | 181             | 5e         |
| 2020   | Renault DP World F1 Team | Renault V6 turbo E Tech 20 | Pirelli | Daniel Ricciardo | Abd.    | 8e      | 8e      | 4e      | 14e     | 11e     | 4e      | 6e      | 4e      | 5e      | 3e      | 9e      | 3e      | 10e     | 7e      | 5e      | 7e      | 181             | 5e         |
| 2020   | Renault DP World F1 Team | Renault V6 turbo E Tech 20 | Pirelli | Esteban Ocon     | 8e      | Abd.    | 14e     | 6e      | 8e      | 13e     | 5e      | 8e      | Abd.    | 7e      | Abd.    | 8e      | Abd.    | 11e     | 9e      | 2e      | 9e      | 181             | 5e         |

Légende : ici